# SS Polwell
El SS Polwell fue un carguero chico británico construido en 1888.
Fue hundido en 1918 en el Mar Céltico por un U-boot, fue hundido sin pérdidas humanas.

## Historial de Servicio
Originalmente llamado Northumbria cuando fue construido en Sunderland en 1888 por J.L Thompson & Son. Medía 86,56 de eslora por 11,6 de manga y 5,53 de profundidad y estaba propulsado por un motor de triple expansión de tres cilindros que entregaba 201 caballos de fuerza. Tuvo varios propietarios durante su vida y pasó a llamarse Deutscher Kaiser cuando pasó a ser propiedad alemana y se registró en Stettin (cctual Szczecin, Polonia) en 1910. Se vendió en 1914 y se registró en Hamburgo y pasó a llamarse Syra. Poco después de esto, el Syra fue requisado por el Almirantazgo Británico después de ser capturado frente a Gibraltar mientras se dirigía de Amberes al Levante. Bajo el control del controlador de envío, el Syra pasó a llamarse Polwell y funcionó como un barco "minador" con armas defensivas administrado por Clyde Shipping Co. Ltd. de Glasgow de 1917 a 1918.

## Hundimiento
El HMT Polwell (His Majesty Troop) se dirigió de Troon a Francia con un cargamento de carbón. El 5 de junio de 1918, el HMT Polwell fue torpedeado por un submarino alemán. El U-96 disparó un solo torpedo al Polwell, golpeándolo en medio del barco, lo que provocó que se hundiera inmediatamente aproximadamente a 6 millas al este de Rockabil frente a la costa norte de Dublín. El Polwell fue uno de los 31 barcos hundidos por el U-96 entre 1917 y 1918. No hubo pérdidas de vidas y los 30 tripulantes junto con unos 100 soldados que transportaba lograron escapar con seguridad al Faro de Rockabil una hora más tarde. Unas cajas que estaban flotando fueron rescatadas por una Patrulla Escoltadora Irlandesa HMS Stæsford quien las recogió y subió al HMT Kinfauns Castle (SS Kinfauns Castle) quien las transportó a Southampton.

## Pecio
El naufragio está orientado NE-SW, proa hacia NE. Los restos del naufragio yacen casi intactos con pocos o ningún escombros, pero se informa que están atrapados en las redes. Ahora yace bajo 29 metros de agua. Estos datos se recopilaron como parte de una encuesta colaborativa entre INFOMAR y la Universidad de Úlster.